# Tavo akys
Tavo akys is een nummer van de Litouwse muziekgroep Katarsis, uitgebracht als single op 31 januari 2025.
Het nummer, dat elementen van grunge en elektronische muziek bevat, is opgenomen in het Litouws. Tavo akys werd ingestuurd naar de Litouwse omroep LRT als inzending voor Eurovizija.LT, de nationale voorronde waarmee de Litouwse deelnemer voor het Eurovisiesongfestival 2025 in Bazel, Zwitserland, werd gekozen.
Op 11 december 2024 werd Tavo akys aangekondigd als een van de 45 deelnemende nummers aan de competitie. Op 1 februari 2025 slaagde het nummer erin de halve finale te overleven en zich te plaatsen voor de finale twee weken later. Tijdens de finale behoorde Tavo akys tot de drie liedjes met de meeste stemmen van zowel de vakjury als het publiek, waardoor het doorging naar de superfinale. Met 47% van de televoting werd het nummer uiteindelijk verkozen tot winnaar en mocht het Litouwen vertegenwoordigen op het Eurovisiesongfestival 2025.
Tijdens het Eurovisiesongfestival in Bazel eindigde Litouwen op de 16e plaats.